# Зграда Љубљанске банке у Приштини
Зграда Љубљанске банке у Приштини била је седиште бивше Љубљанске банке у Приштини и налази се на углу Крагујевачке и Београдске улице у центру Приштине. Она је једна од првих модерних високих пословних зграда у Приштини.

## Историја
До 1981. године Љубљанска банка је основала осам повезаних банака ван Социјалистичке Републике Словеније, од којих је једна била „Основна банка Приштина“.
За време постојања широких аутономних права и овлашћења која су уведена Уставом СФРЈ 1974. године, а по којем су Албанаци на САП Косову имали доминатну власт, САП Косово је политички и економски било подржано од стране СР Словеније, што се огледа и у инвестицији Љубљанске банке.
Албанци су Љубљанску банку доживљавали као „пријатељску” модерну зграду. Била је то димензија словеначког економског богатства у односу на коју је зграда добила највише пажње као добродошла инвестиција на Косову. Ови аспекти политичке економије су преовладавали у наративу о словеначким инвестицијама на Косову, укључујући и Љубљанску банку.
Привредни раст Приштине почетком осамдесетих година није био незапажен ни од географски најдаљег југословенског центра Љубљане. Везе које је косовска привреда остварила са Социјалистичком Републиком Словенијом су захтевале пратећу банкарску инфраструктуру. Тако је 1984. године започета израда пројекта за седиште Љубљанске банке у Приштини. Због близине (свега стотинак метара удаљене) Банке Косова, изграђене неколико година раније, Љубљанска банка је своју моћ морала изразити висином.
Након распада СФРЈ филијала Љубљанске банке се повукла са АП Косова и Метохије, а просторије зграде наставља да користи Југобанка.
Током ратних сукоба на Косову и Метохији ОЕБС-у су 1998. године дате на коришћење просторије зграде Љубљнске банке, а ОЕБС је и након ратних дешавања наставио да користи објекат.
Влада Републике Србије је покушала 2010. године да на аукцију прода зграду Љубљанске банке у Приштини са почетном ценом од 3 милиона евра, али у томе није успела.
Након што се мисија ОЕБС-а иселила из објекта, зграду су преузели на коришћење самопроглашени органи власти у Приштини.

## Архитектура
Зграда има хоризонтални волумен спратности П+4 који се спаја са постојећом вишестамбеном зградом исте висине и самим тим губи у перцепцији целе композиције; у таквој ситуацији целокупну пажњу заузима вертикална кула спратности П+10 која доминира над окружењем. Вертикални волумен се развија тако што се око армирано-бетонског језгра, где је смештена вертикална комуникација, развијају четири волумена са округлим завршецима на две главне фасаде. Узимајући у обзир да је целокупна фасада од застакљене визуелно непровидне висеће структуре зелене боје, она делује врхунском елеганцијом форме. У том контексту зграда представља и праву атракцију за град као и у погледу коришћења нових материјала у изградњи. У функционалном смислу сврстава се у тип кула где је, осим вертикалног језгра за комуникацију, остатак простора потпуно слободан и представља прву врсту такве типологије у граду.